# Хеннигсдорф
Хеннигсдорф (нем. Hennigsdorf) — город в Германии, в земле Бранденбург.
Входит в состав района Верхний Хафель. Население составляет 25 909 человек (на 31 декабря 2010 года). Занимает площадь 31,10 км². Официальный код — 12 0 65 136.
Город подразделяется на 3 городских района.
В городе расположен локомотивостроительный электротехнический завод «Ганс Баймлер» (нем.), названный в честь коммуниста и антифашиста Г. Баймлера, выпускавший электровозы для железных дорог, в том числе для железных дорог СССР (См. Электровоз ЕЛ21).
| Год  | Население |
| ---- | --------- |
| 1990 | 25 062    |
| 1995 | 24 528    |
| 2000 | 26 306    |
| 2005 | 26 139    |
| 2010 | 25 909    |
| 2015 | 26 264    |
| 2020 | 26 559    |

## Фотографии

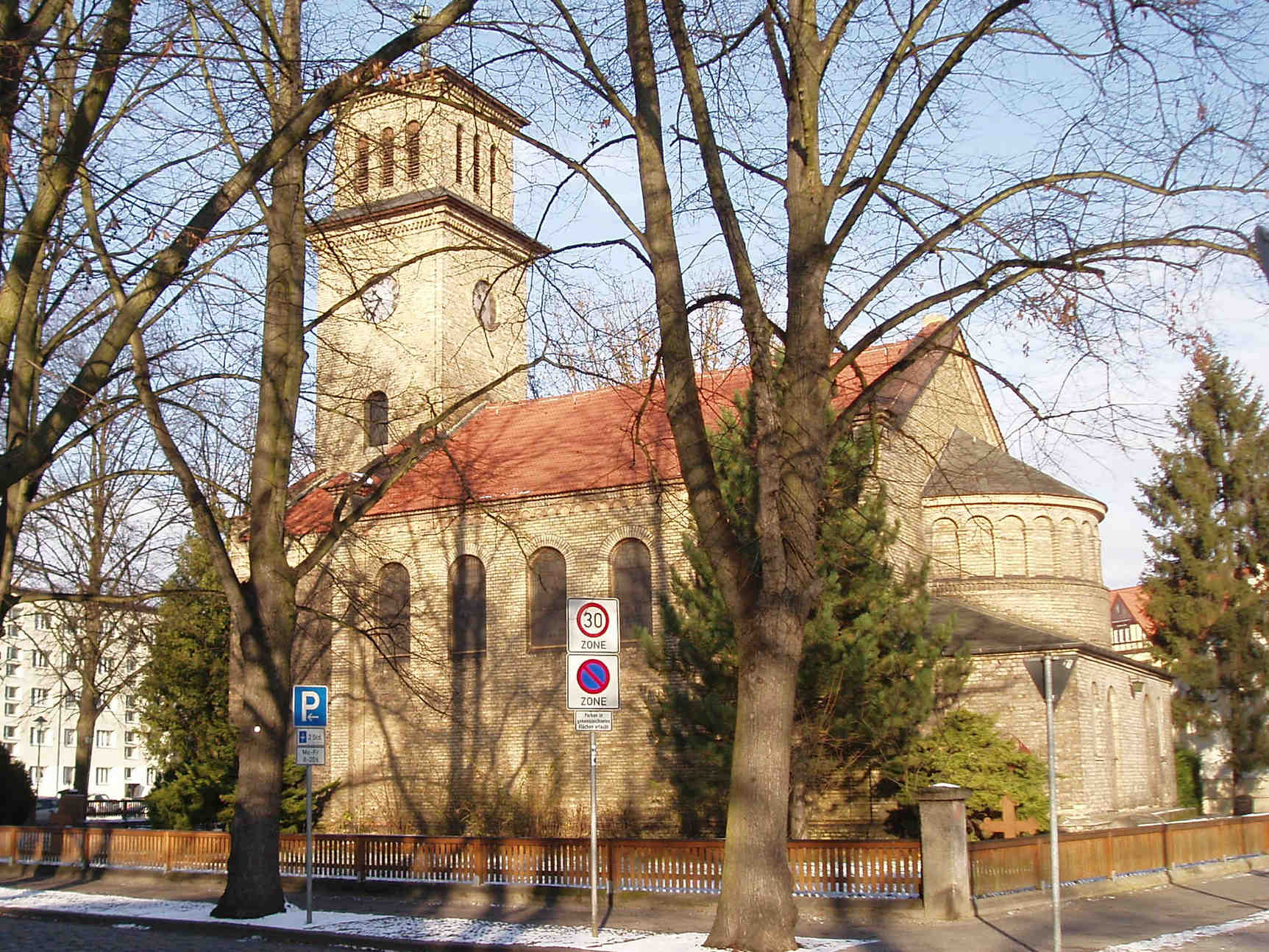
Кирха Мартина Лютера
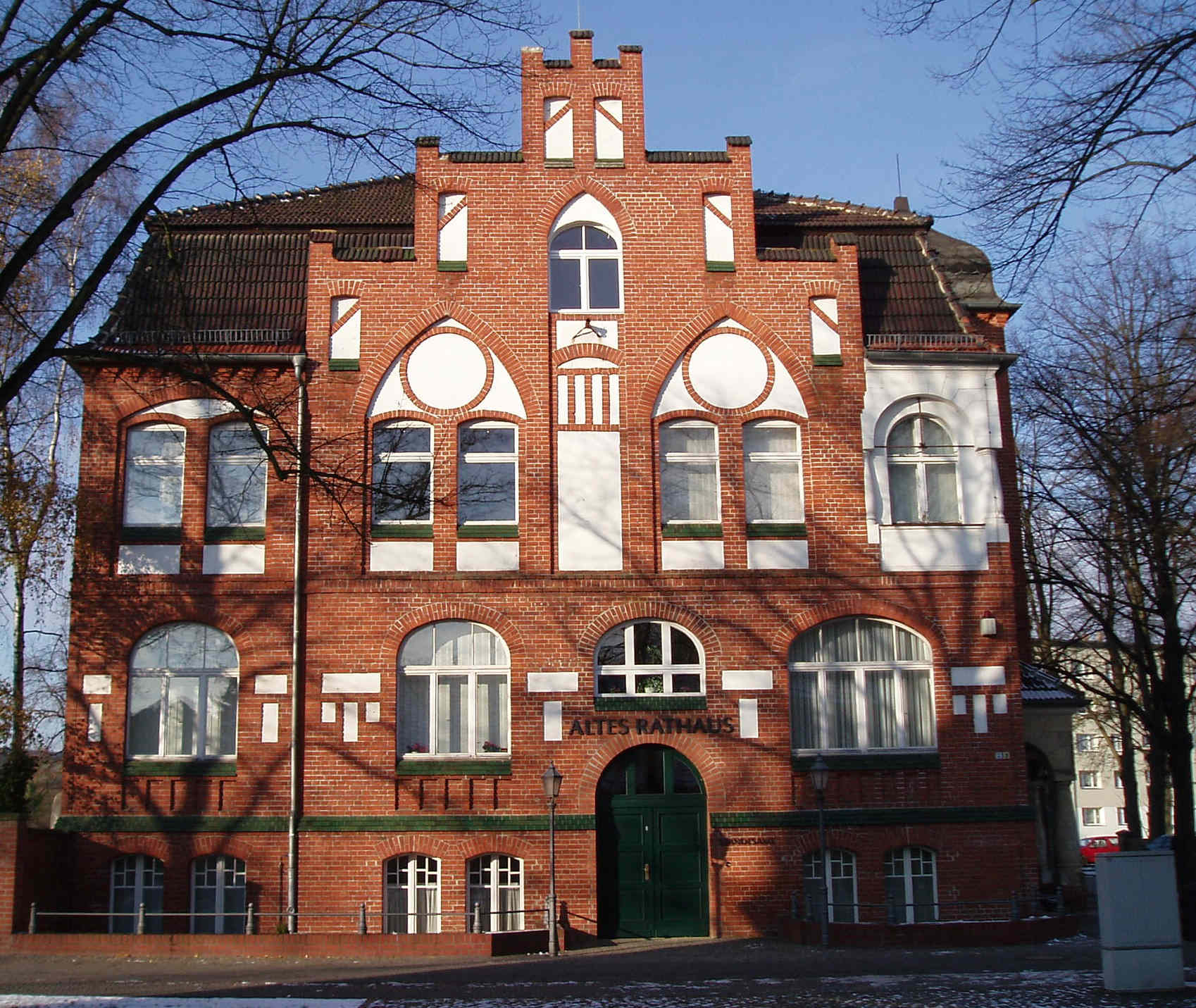
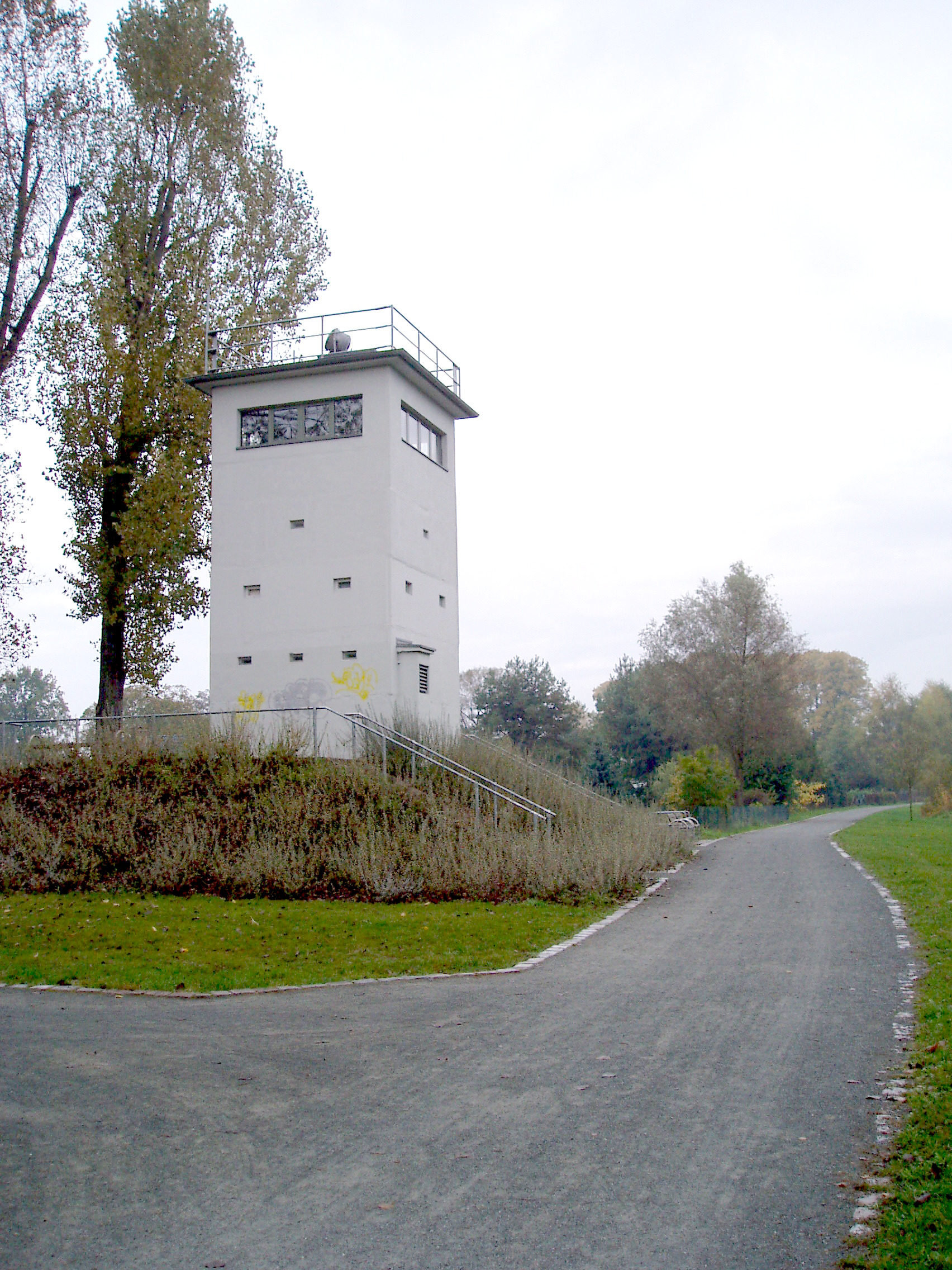
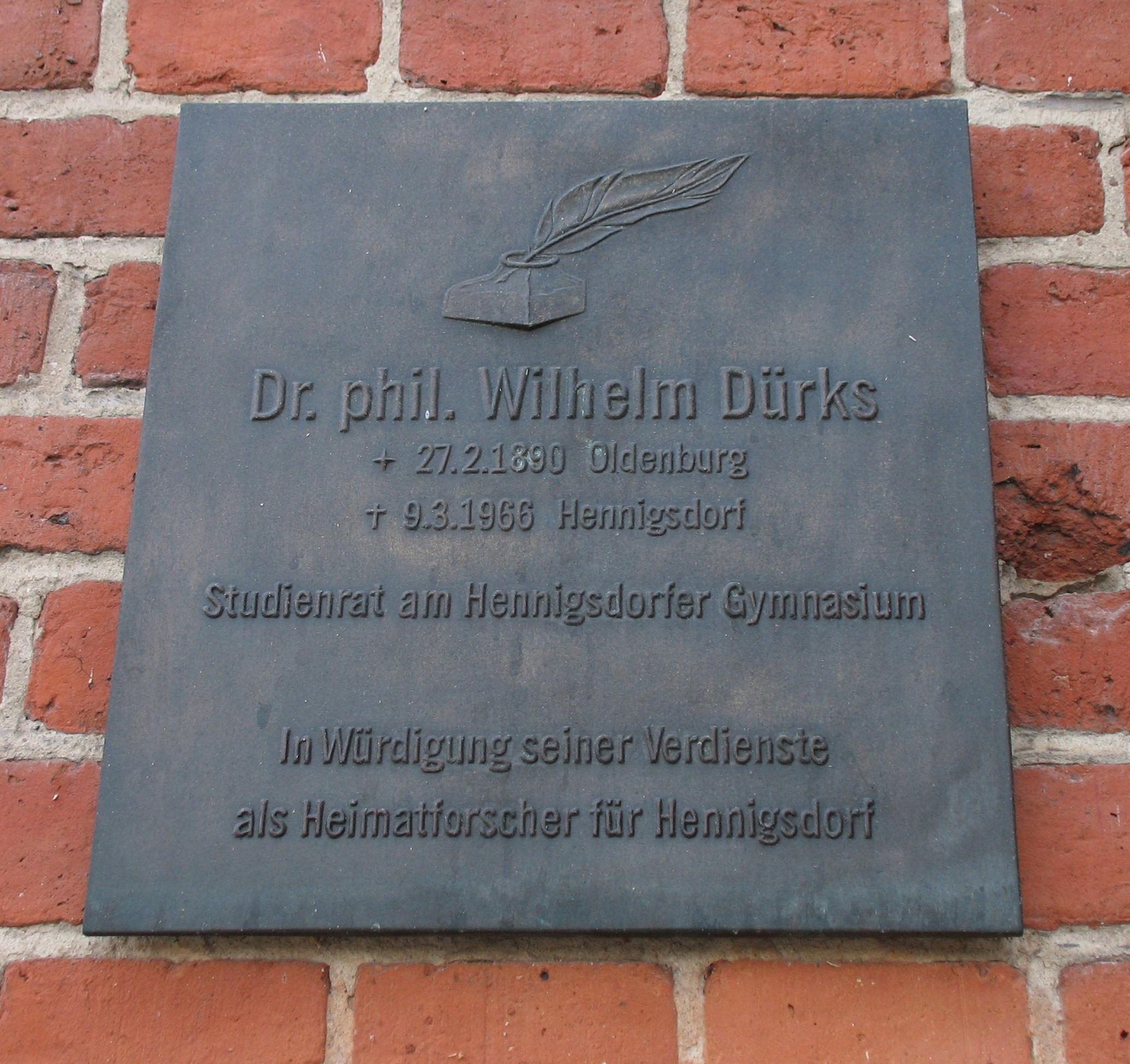